# Liste der Monuments historiques in Saint-Sauveur-sur-Tinée
Die Liste der Monuments historiques in Saint-Sauveur-sur-Tinée führt die Monuments historiques in der französischen Gemeinde Saint-Sauveur-sur-Tinée auf.

## Liste der Bauwerke
| Bezeichnung      | Beschreibung | Standort | Kennzeichnung | Schutzstatus | Datum | Bild           |
| ---------------- | ------------ | -------- | ------------- | ------------ | ----- | -------------- |
| Kirche St-Michel |              | (Lage)   | PA00080849    | Inscrit      | 1939  | weitere Bilder |

## Liste der Objekte
Zum Verständnis siehe: Kirchenausstattung
- Monuments historiques (Objekte) in Saint-Sauveur-sur-Tinée in der Base Palissy des französischen Kultusministeriums